# Agregacija podataka
Agregacija podataka je prikupljanje informacija iz baza podataka sa namerom da se pripreme kombinovani skupovi podataka za obradu podataka.

## Opis
Geološki zavod Sjedinjenih Država objašnjava da, „kada su podaci dobro dokumentovani, znate kako i gde da tražite informacije i rezultati koje dobijete biće ono što očekujete.“ Izvorne informacije za agregaciju podataka mogu da potiču iz javnih evidencija i kriminalističke baze podataka. Informacije se pakuju u zbirne izveštaje i zatim prodaju preduzećima, kao i lokalnim, državnim i vladinim agencijama. Ove informacije mogu biti korisne i u marketinške svrhe. U Sjedinjenim Državama, mnoge aktivnosti brokera podataka potpadaju pod Zakon o poštenom kreditnom izveštavanju (FCRA) koji reguliše agencije za izveštavanje potrošača. Agencije zatim prikupljaju i pakuju lične podatke u izveštaje potrošača koji se prodaju poveriocima, poslodavcima, osiguravačima i drugim preduzećima.
Agregatori baze podataka daju različite izveštaje o informacijama. Pojedinci mogu da zahtevaju sopstvene izveštaje potrošača koji sadrže osnovne biografske informacije kao što su ime, datum rođenja, trenutna adresa i broj telefona. Odgovarajuće i kvalifikovane treće strane mogu da zatraže izveštaje o proveri prošlosti zaposlenih, koji sadrže veoma detaljne informacije kao što su prethodne adrese i dužina boravka, profesionalne licence i kriminalna istorija. Ne samo da se ovi podaci mogu koristiti za proveru prošlosti zaposlenih, već se mogu koristiti i za donošenje odluka o osiguranju, cenama i sprovođenju zakona. Aktivisti za zaštitu privatnosti tvrde da agregatori baza podataka mogu pružiti pogrešne informacije.